# Cónclave de 1314-1316
El Cónclave de Lyon se convocó entre 1314 y 1316 con el objeto de nombrar un sucesor al papa Clemente V que había muerto en 1314. El interregno duró dos años, en los que el trono de San Pedro permaneció vacante debido a la división existente en el cónclave reunido en Carpentras. Fue uno de los cónclaves más largos en la historia de la Iglesia Católica y el primero del papado de Aviñón. Duró desde el 1.º de mayo de 1314 hasta el 7 de agosto de 1316. Primero se celebró en el palacio apostólico de Carpentras y después en la casa de los dominicos en Lyon. La duración del cónclave se debió a la división de los cardenales en tres facciones: los italianos (Orsini, Alberti, Stefaneschi, Caetani, Longhi, Fieschi, y los dos Colonna), los gascones (de Pellegrue, de Fougères, Nouvel, Teste, de Farges, de Garve, Daux, du Four, Raymond, y Godin) y los franceses provenzales (los dos Fredol, de Bec, Caignet de Fréauville, de Mandagot, y d'Euse), proponían tres candidatos diferentes.
La facción italiana deseaba que el papado regresara a Roma, la facción gascona—compuesta principalmente por los parientes del papa precedente, Clemente V, deseaban conservar los privilegios y poderes de los que habían disfrutado sobre su gobierno, y los franceses provenzales se oponían tanto a las pretensiones de los gascones como los italianos.

## Cardenales electores
Entre los cardenales electores había un número inusualmente alto de cardenales nepotes por dos razones: el pontífice anterior, Clemente V, había establecido un récord del número de cardenales nepotes elevados por un solo pontífice-para ser rápidamente batido por el papa Clemente VI—y Clemente V había reinado lo suficiente para que los únicos papas italianos supervivientes eran aquellos elevados a una edad joven, quienes tendían a ser parientes de quien los elevaba al cardenalato.
| Elector                               | Nacionalidad | Facción    | Orden del cardenalato y titulus                                          | Elevado                  | Quien lo nombró | Otros títulos eclesiásticos                         | Notas                                |
| ------------------------------------- | ------------ | ---------- | ------------------------------------------------------------------------ | ------------------------ | --------------- | --------------------------------------------------- | ------------------------------------ |
| Nicolò Albertini, O.P.                | Prato        | Italiana   | Cardenal-obispo de Ostia e Velletri                                      | 18 de diciembre de 1303  | Benedicto XI    | Decano del Sacro Colegio de Cardenales              |                                      |
| Bérenger Fredoli (Berenguer el Viejo) | Francés      | "Francesa" | Cardenal-obispo de Frascati                                              | 15 de diciembre de 1305  | Clemente V      | Gran penitenciario                                  | Cardenal nepote                      |
| Arnaldo de Fougères                   | Francés      | Gascona    | Cardenal-obispo de Sabina                                                | 19 de diciembre de 1310  | Clemente V      |                                                     |                                      |
| Guillermo de Mandagout, C.R.S.A.      | Francés      | "Francesa" | Cardenal-obispo de Palestrina                                            | 23 de diciembre de 1312  | Clemente V      |                                                     |                                      |
| Arnaud d'Aux                          | Francés      | Gascona    | Cardenal-obispo de Albano                                                | 23 de diciembre de 1312  | Clemente V      | Camarlengo de la Iglesia católica                   | Cardenal nepote                      |
| Jacques d'Euse                        | Francés      | "Francesa" | Cardenal-obispo de Porto e Santa Rufina                                  | 23 de diciembre de 1312  | Clemente V      |                                                     | Elegido papa Juan XXII               |
| Nicolas de Fréauville, O.P.           | Francés      | "Francesa" | Cardenal-sacerdote del título de S. Eusebio                              | 15 de diciembre de 1305  | Clemente V      | Protopresbítero                                     |                                      |
| Arnaud Nouvel, O.Cist.                | Francés      | Gascona    | Cardenal-sacerdote del título de Sta. Prisca                             | 19 de diciembre de 1310  | Clemente V      | Vicecanciller de la Sacra Iglesia Católica          |                                      |
| Berenguer Frédol (Berenguer el Joven) | Francés      | "Francesa" | Cardenal-sacerdote del título de los santos Nereo ed Achilleo            | 23 de diciembre de 1312  | Clemente V      | Camarlengo de la Iglesia católica                   | Cardenal nepote                      |
| Miguel del Bec-Crespin                | Francés      | "Francesa" | Cardenal-sacerdote del título de S. Stefano al Monte Celio               | 23 de diciembre de 1312  | Clemente V      |                                                     |                                      |
| Guillaume Teste                       | Francés      | Gascona    | Cardenal-sacerdote del título de S. Ciriaco alle Terme                   | 23 de diciembre de 1312  | Clemente V      |                                                     |                                      |
| Guillaume Pierre Godin, O.P.          | Francés      | Gascona    | Cardenal-sacerdote del título de Sta. Cecilia                            | 23 de diciembre de 1312  | Clemente V      |                                                     |                                      |
| Vital du Four, O.F.M.                 | Francés      | Gascona    | Cardenal-sacerdote del título de los santos Silvestro e Martino ai Monti | 23 de diciembre de 1312  | Clemente V      |                                                     |                                      |
| Raymond, O.S.B.                       | Francés      | Gascona    | Cardenal-sacerdote del título de Sta. Pudenziana                         | 23 de diciembre de 1312  | Clemente V      |                                                     |                                      |
| Giacomo Colonna                       | Romano       | Italiana   | Cardenal-diácono de Sta. Maria in Via Lata                               | 12 de marzo de 1278      | Nicolás III     | Protodiácono; aqrcipreste de la Basílica Liberiana  | Tío del cardenal Pietro Colonna      |
| Napoleone Orsini                      | Romano       | Italiana   | Cardenal-diácono de S. Adriano                                           | 16 de mayo de 1288       | Nicolás IV      | Arcipreste de la Basílica Vaticana                  |                                      |
| Pietro Colonna                        | Romano       | Italiana   | Cardenal-diácono de S. Angelo in Pescheria                               | 16 de mayo de 1288       | Nicolás IV      | Arcipreste de la Basílica Laterana; abad de Subiaco | Sobrino del cardenal Giacomo Colonna |
| Guglielmo de Longhi                   | Bergamo      | Italiana   | Cardenal-diácono de S. Nicola in Carcere Tulliano                        | 18 de septiembre de 1294 | Celestino V     |                                                     |                                      |
| Giacomo Gaetani Stefaneschi           | Roma         | Italiana   | Cardenal-diácono de S. Giorgio in Velabro                                | 17 de diciembre de 1295  | Bonifacio VIII  |                                                     | Cardenal nepote                      |
| Francesco Caetani                     | Roma         | Italiana   | Cardenal-diácono de Sta. Maria in Cosmedin                               | 17 de diciembre de 1295  | Bonifacio VIII  |                                                     | Cardenal nepote                      |
| Luc Fieschi                           | Genovés      | Italiana   | Cardenal-diácono de los santos Cosma e Damiano                           | 2 de marzo de 1300       | Bonifacio VIII  |                                                     | Sobrino del papa Adriano V           |
| Arnaud de Pellegrue                   | Francés      | Gascona    | Cardenal-diácono de Sta. Maria in Pórtico                                | 15 de diciembre de 1305  | Clemente V      | Protector de la Orden de los Franciscanos           | Cardenal nepote                      |
| Raymond Guillaume des Forges          | Francés      | Gascona    | Cardenal-diácono ce Sta. Maria Nuova                                     | 19 de diciembre de 1310  | Clemente V      |                                                     | Cardenal nepote                      |
| Bernard de Garves                     | Francés      | Gascona    | Cardenal-diácono de S. Eusebio                                           | 19 de diciembre de 1310  | Clemente V      |                                                     | Cardenal nepote                      |

## Procedimiento

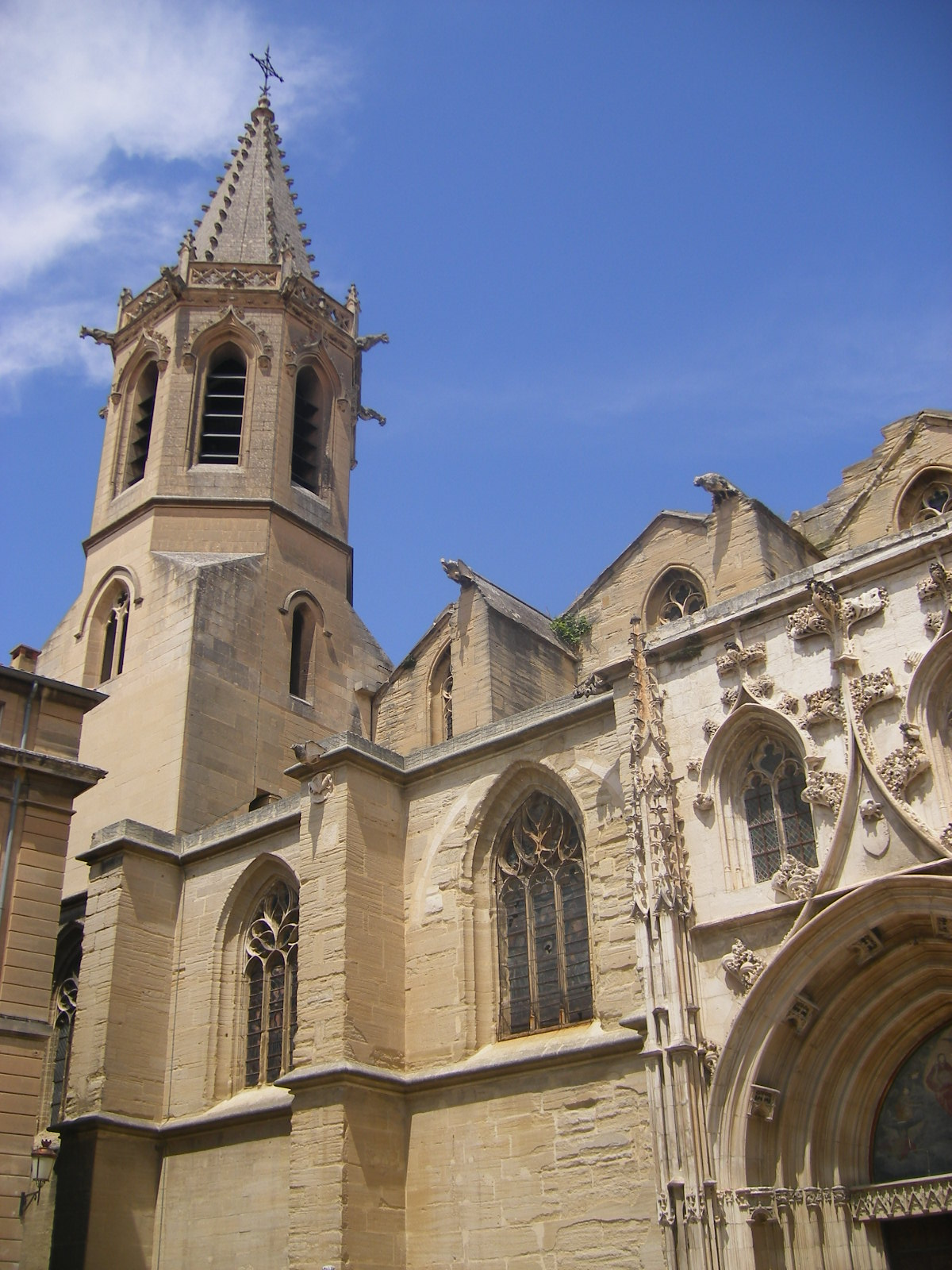
La catedral de Carpentras, donde comenzó el cónclave.

De haber tenido lugar el cónclave conforme las normas prescritas por Clemente V en Ne Romani (1312) y el papa Gregorio X en Ubi periculum (1274), los cardenales electores tendrían que haberse reunido en la diócesis donde la Curia residiera (el lugar donde las cartas y las causas apostólicas se celebraban), y los magistrados locales habrían tenido la autoridad de obligar a los cardenal a permanecer.
De hecho, la elección empezó en ese lugar, en el palacio episcopal de Carpentras (al nordeste de Aviñón) con 23 de los 24 cardenales elegibles presentes (Fieschi estaba aún en Italia).
Los cardenales italianos abrieron el cónclave intentando ganar el apoyo de los cardenales provenzales, proponiendo la candidatura del jurista languedociano el cardenal Guillaume de Mandagot (que había prometido restaurar el papado a Roma y acabar con la dominación gascona), a quien los gascones fueron capaces de derrotar debido a la oposición personal del cardenal languedociano Berenguer Fredol, el Viejo. Le siguió un "impasse" rápidamente y las disputas entre los servidores de los cardenales italianos y gascones estallaron en las calles, agravadas por las bandas de mercenarios alquiladas por los cardenales nepotes gascones de Clemente V y por el cuerpo de Clemente V, que aún estaba en la plaza de la ciudad. Una vez que los mercenarios asediaron abiertamente el cónclave y la casa donde estaban viviendo los cardenales italianos, los cardenales italianos huyeron el 24 de julio de 1314, y el resto del colegio cardenalicio se dispersaron a Aviñón, Orange, y Valence.
Con los cardenales gascones e italianos amenazando para mantener sus propias elecciones (y así empezar otro cisma), Felipe IV de Francia ("el Hermoso") reunió a un grupo de juristas para decidir el asunto, sólo para morir el 24 de noviembre de 1314. Su hijo, Luis X de Francia envió una misión para dispersar a los cardenales gascones y organizó que los cardenales se reunieran de nuevo en Lyon, a través del emisario de su hermano, Felipe, conde de Poitiers (el futuro Felipe V de Francia), en marzo de 1316. Sin embargo, Luis X murió, y Felipe—obligado a regresar a París para perseguir sus propios intereses—encerró a los cardenales en el convento dominico de Lyon, dejando al conde de Forez para que guardase el cónclave, el 28 de junio de 1316 (previamente, para conseguir reunir a los cardenales, Felipe había prometido a los cardenales que no los encerraría, pero declaró que la amenaza de un cisma anulaba esa promesa). Felipe V amenazó a los cardenales con dejarlos sin comida si no se ponían de acuerdo. En este punto, la facción gascona propuso la candidatura de un miembro moderado de sus filas, Arnaud Fournier, que fue vetado por el conde, por instrucciones de Felipe. El cónclave siguió con propuestas sucesivas bloqueadas de Pellegrue, Mondagout, y Fredol. El impulso para romper el bloqueo fue una disputa entre Napoleone Orsini y Pietro Colonna, después de la cual este último dio su apoyo a los gascones. Según el profesor Toman, este cónclave vio la última aparición de un comité de compromiso que tenía que elegir un candidato adecuado.
El 7 de agosto resultó elegido Jacques Duèze que fue consagrado el 5 de septiembre con el nombre de Juan XXII, como un candidato de compromiso con los votos de parte de la facción italiana (que había comenzado a temer la influencia de los Colonna) y parte de los gascones; Duèze fue también apoyado por el conde y por Roberto de Nápoles; el voto fue unánime después de un accessus, con el resto de los cardenales rindiéndose debido a la avanzada edad de Duèze (72 años).

## Hechos posteriores

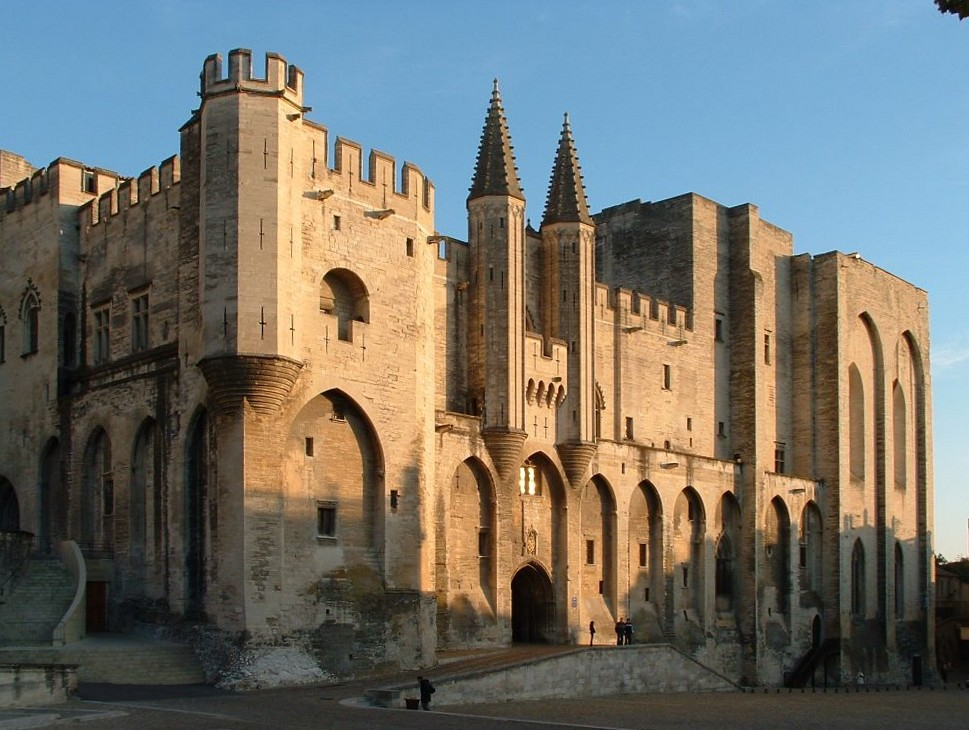
El Palacio de los Papas en Aviñón

Juan XXII fijó su residencia en Aviñón. Esta elección se hizo más bien para servir los intereses de Francia que los de la Iglesia, ya que el nuevo papa fue un instrumento tanto de Felipe V como del rey de Nápoles.
Cuando Juan XXII reabrió los casos en disputa ante la curia el 1.º de octubre en Aviñón, la ubicación del papado dentro de Francia pareció estar asegurada de forma permanente, y lo que se esperaba era que el número de los italianos dentro del colegio cardenalicio fuera disminuyendo aún más con el tiempo. Aunque se esperaba que Juan XXII muriera rápidamente, lo cierto es que vivió hasta 1334, alcanzando los 90 años de edad. Las primeras disputas de Juan XXII con los franciscanos, a quienes persiguió por sus puntos de vista sobre la pobreza, y con Luis de Baviera, cuya pretensión al Sacro Imperio Romano Germánico disputaba, se unieron cuando Luis proclamó a Juan XXII depuesto en Roma y, con la ayuda de un electorado de trece clérigos de Roma, eligió al franciscano Pietro da Corbara como antipapa Nicolás V el 18 de abril de 1328. La posición de Juan XXII en la Curia se debilitó aún más en la parte posterior de su papado cuando promovió un punto de vista teológico poco popular en el que los santos no conocerían a Dios hasta el día del Juicio Final.
Mientras Clemente V había vivido invitado en el monasterio dominico de Aviñón, Juan XXII empezó la construcción del Palacio de los Papas a orillas del río Ródano en el Comtat Venaissin. Se eligieron aún otros cinco papas franceses sucesivos—Benedicto XII (1334–1342), Clemente VI (1342–1352), Inocencio VI (1352–1362), Urbano V (1362–1370), y Gregorio XI (1370–1378)—permanecieron en Aviñón y creció la mayoría francesa en el colegio cardenalicio. Cuando el papado regresó a Roma después de la vuelta de Gregorio XI a Italia para perseguir sus pretensiones a los estados Papales durante la Guerra de los Ocho Santos, el resultado fue el cisma de Occidente.